# Esprit Requien

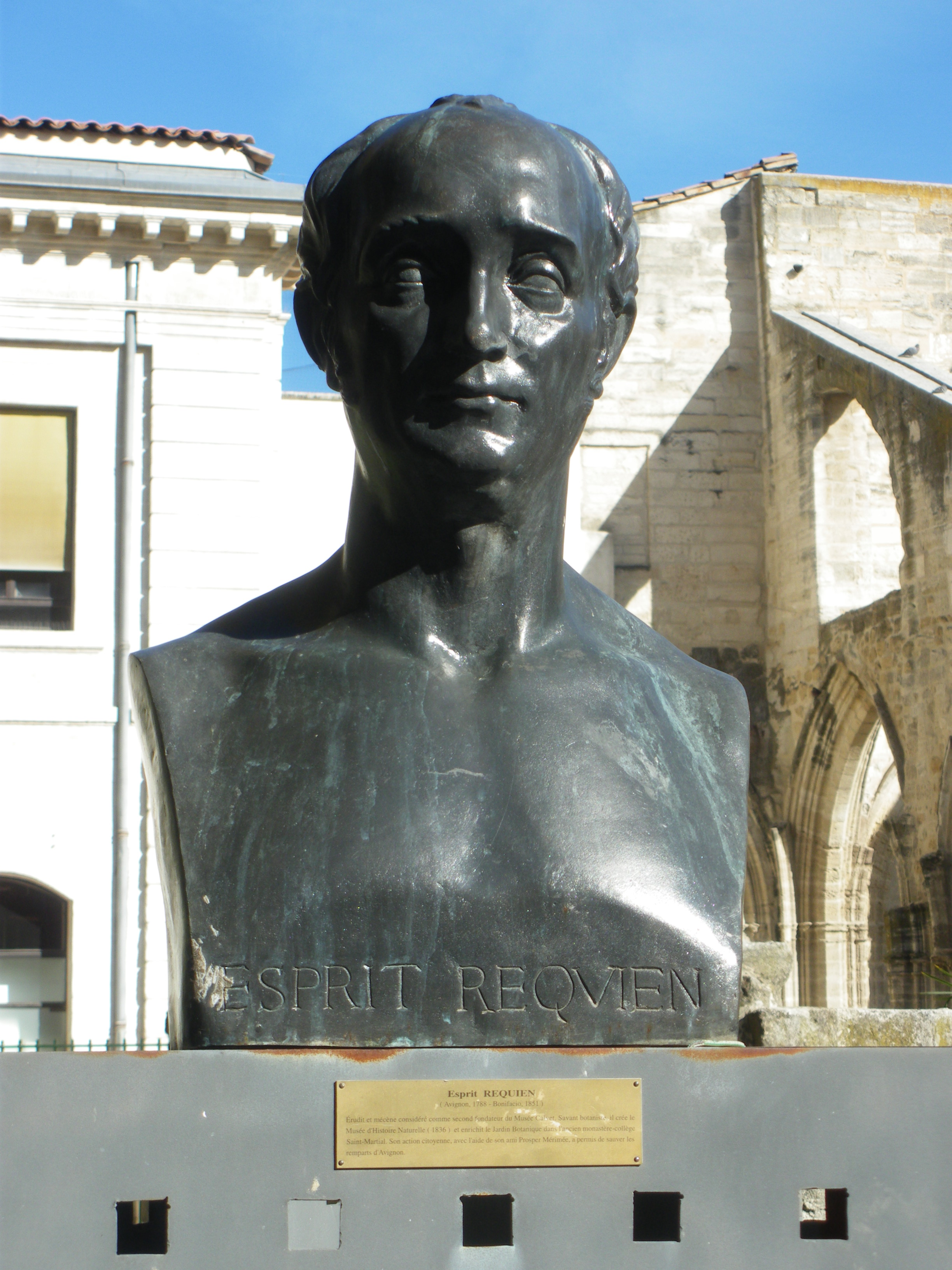
Büste von Esprit Requien in Avignon

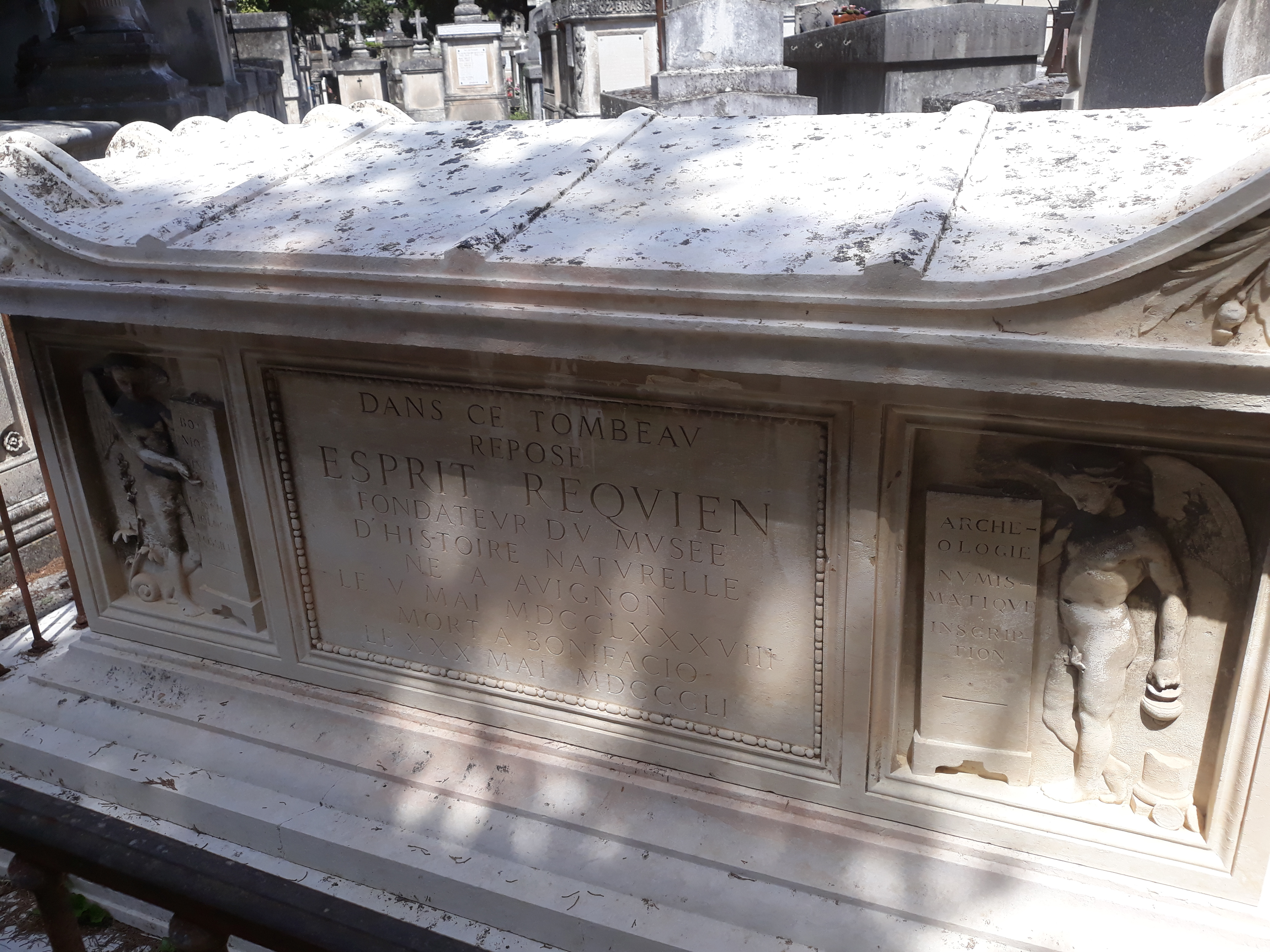
Das Grab von Esprit Requien auf dem Cimetière Saint-Véran in Avignon.

Esprit Requien (* 6. Mai 1788 in Avignon; † 30. Mai 1851 in Bonifacio auf Korsika) war ein französischer Botaniker, Paläontologe und Malakologe. Sein offizielles botanisches Autorenkürzel lautet „Req.“

## Leben und Wirken
Er war Direktor des Botanischen Gartens in  Avignon ab 1809, außerdem Direktor des Calvet-Museums. Er war ab  1840 Kurator am Muséum national d’Histoire naturelle in Paris.
Er beschäftigte sich überwiegend mit der Flora von Südfrankreich und Korsika. Über 100 Erstbeschreibungen stammen aus seiner Hand.
Als 1838 die Société Cuvierienne gegründet wird, war er eines der 140 Gründungsmitglieder der Gesellschaft.

## Ehrungen
Eine Pflanzengattung Requienia DC. aus der Familie der Hülsenfrüchtler (Fabaceae), eine Pilzgattung Requienella Fabre und eine Tiergattung Requienia (Weichtiere) sind nach ihm benannt worden.